# 차지원
차지원(1987년 5월16일 ~ )은 대한민국의 배우이다.

## 학력
- 브리티시컬럼비아 대학교

## 출연작

### 단편영화
- 2014년 주연영자
- 2014년 가면
- 2014년 불청객 - 선영 역
- 2014년 산책 - 은선 역
- 2015년 야경꾼 - 약사 역
- 2015년 노이즈 - 정희 역
- 2016년 나와 함께 있어줘 - 연주 역
- 2016년 모모 - 아름 역
- 2018년 종말의 주행자 - 아내 역
- 2018년 난류 - 숙희 역
- 2018년 동상이몽 - 은수 역

### 영화
- 2014년 서울 메이트 - 수영 역
- 2015년 암살 - 옷가게 점원 역
- 2016년 덕혜옹주 - 식혜궁녀 역
- 2017년 더 킹 - 상희 직원 1 역
- 2018년 필동  - 주니 역
- 2019년 쎈놈 - 한 선생 역(우정출연)
- 2021년 서복 - 서인연구원 역

### 광고
- 왓슨스
- 더 바디 샵
- 코오롱 뷰티
- 현대약품 미에로 화이바
- 에몬스침대
- BMW